# Heather McEwen
Heather McEwen (* 4. Februar 1984 in Vancouver, British Columbia) ist eine kanadische Yogalehrerin und ehemalige Schauspielerin.

## Leben
McEwen wurde am 4. Februar 1984 in Vancouver geboren. Als Kinderdarstellerin begann sie 1998 ihre Schauspiellaufbahn im Fernsehfilm Baby Blues. Im Folgejahr erhielt sie eine Rolle in Convergence. 2000 wirkte sie in einer Episode der Fernsehserie Die Fälle der Shirley Holmes mit. 2001 war sie im Fernsehzweiteiler Die Unicorn und der Aufstand der Elfen in einer der Hauptrollen als Miranda Aisling zu sehen. Für ihre Leistungen wurde sie 2002 für den Leo Award in der Kategorie Best Supporting Performance nominiert. Sie studierte Klassisches Drama und Englische Literatur an der University of Toronto in Ontario sowie an der University of Manchester im Vereinigten Königreich. In den nächsten Jahren folgten verschiedene Episodenrollen in den Fernsehserien Twilight Zone, Der Fall John Doe!, The L Word – Wenn Frauen Frauen lieben und Young Blades. Zuletzt war sie 2006 in den Spielfilmen Rache ist sexy und Orpheus als Schauspielerin zu sehen.
Sie ist eine registrierte Yogalehrerin bei der Yoga Alliance International.

## Filmografie (Auswahl)
- 1998: Baby Blues (Fernsehfilm)
- 1999: Convergence
- 2000: Die Fälle der Shirley Holmes (The Adventures of Shirley Holmes, Fernsehserie, Episode 4x11)
- 2001: Die Unicorn und der Aufstand der Elfen (Voyage of the Unicorn, Fernsehfilm)
- 2002: Twilight Zone (The Twilight Zone, Fernsehserie, Episode 1x13)
- 2003: Der Fall John Doe! (John Doe, Fernsehserie, Episode 1x13)
- 2004: The L Word – Wenn Frauen Frauen lieben (The L Word, Fernsehserie, Episode 1x08)
- 2005: Young Blades (Fernsehserie, Episode 1x09)
- 2006: Rache ist sexy (John Tucker Must Die)
- 2006: Orpheus (Fernsehfilm)